# Saigō Takamori
Saigō Takamori (西郷 隆盛?   23 de enero de 1828-24 de septiembre de 1877) fue un samurái y político japonés, que vivió durante los últimos años del período Edo y comienzos de la era Meiji. Inicialmente, fue uno de los personajes políticos que apoyó la eliminación del shogunato Tokugawa y respaldó la Restauración Meiji; posteriormente se involucró dentro del gobierno Meiji. Pero, en 1877, tras la persecución sistemática de los samuráis en el nuevo gobierno, lideró la Rebelión Satsuma, que sería el último conflicto encabezado por los samuráis en la historia japonesa. Takamori es considerado como el último samurái verdadero.

## Primeros años
Nació en la localidad de Kagoshima, en el feudo de Satsuma (actual prefectura de Kagoshima), hermano de Saigō Tsugumichi, y fue un samurái de clase baja en los primeros años de su vida. En ese momento de su vida, el país estaba teniendo una crisis política dentro del shogunato Tokugawa, con la llegada del estadounidense Matthew C. Perry a Japón en 1853. Con este suceso, se polarizaron dos frentes: una que apoyaba al shogunato y otra que reclamaba la disolución del shogunato y la expulsión de las potencias extranjeras. Takamori fue contrario al régimen Tokugawa en ese entonces.
Fue reclutado en un viaje a Edo en 1854 para asistir al daimyō de Satsuma Shimazu Nariakira, quien apoyaba el movimiento kōbu gattai (公武合体?), que consistía la reconciliación y la unión marital entre el shogunato Tokugawa y la Corte Imperial de Kioto.
No obstante, la actividad de Takamori en Edo tuvo un final abrupto con la Purga Ansei, realizada por el tairō Ii Naosuke, quien persiguió a quienes tenía ideas contrarias al shogunato; y sumado a ello con la muerte repentina de Shimazu Nariakira; con este suceso, Saigō intentó suicidarse ahogándose.
Takamori regresó a Kagoshima en 1859, para ser arrestado y exiliado a la isla de Amami Ōshima, debido a diferencias de ideas con el nuevo daimyō Shimazu Hisamitsu, quien persistía con el movimiento kōbu gattai. Nuevamente regresó a Kagoshima en 1861, solamente para ser comunicado que sería exiliado nuevamente. Finalmente, en 1864, Hisamitsu lo perdonó y lo envió a Kioto como asistente del feudo ante la Corte Imperial.

## Restauración Meiji

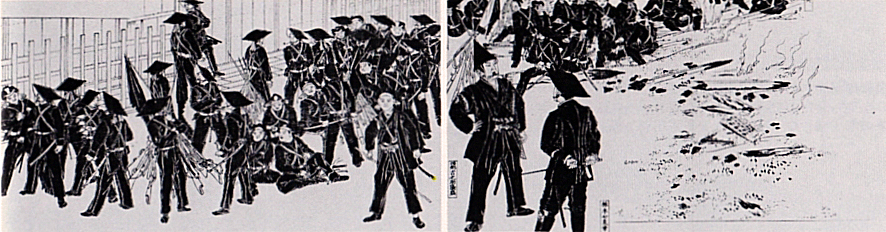
Saigō Takamori (con el casco alto) inspecciona las tropas del feudo de Chōshū en la Batalla de Toba-Fushimi.

Al llegar a Kioto, asume el comando de las tropas de Satsuma y hace una alianza con el samurái del feudo de Aizu, en un intento de impedir a las fuerzas del feudo rival de Chōshū que tomasen el Palacio Imperial en Kioto, en el Incidente de Hamaguri Gomon. En agosto de 1864, fue uno de los comandantes militares que lideró una expedición patrocinada por el shogunato Tokugawa contra el feudo de Chōshū, como represalia del incidente, pero secretamente Takamori estaba negociando con los líderes de Chōshū y estableció la Alianza Satchō (Satsuma-Chōshū). Cuando el shogunato envió una segunda expedición militar contra Chōshū, el feudo de Satsuma permaneció neutral.
En noviembre de 1867, el shōgun Tokugawa Yoshinobu renunció, y se inició el proceso de restauración del poder político al Emperador de Japón, conocido como la Restauración Meiji. Sin embargo, Takamori fue uno de los más críticos opositores a la revolución pacífica, y demandaba que los Tokugawa debían ser expropiados de sus tierras y de su estatus especial. Su posición inamovible fue una de las principales causas del inicio de la Guerra Boshin.
Durante la Guerra Boshin, lideró las fuerzas imperiales en la Batalla de Toba-Fushimi, y posteriormente avanzó las fuerzas imperiales sobre Edo, donde aceptó la rendición pacífica del Castillo Edo por Katsu Kaishu.

## Burócrata Meiji

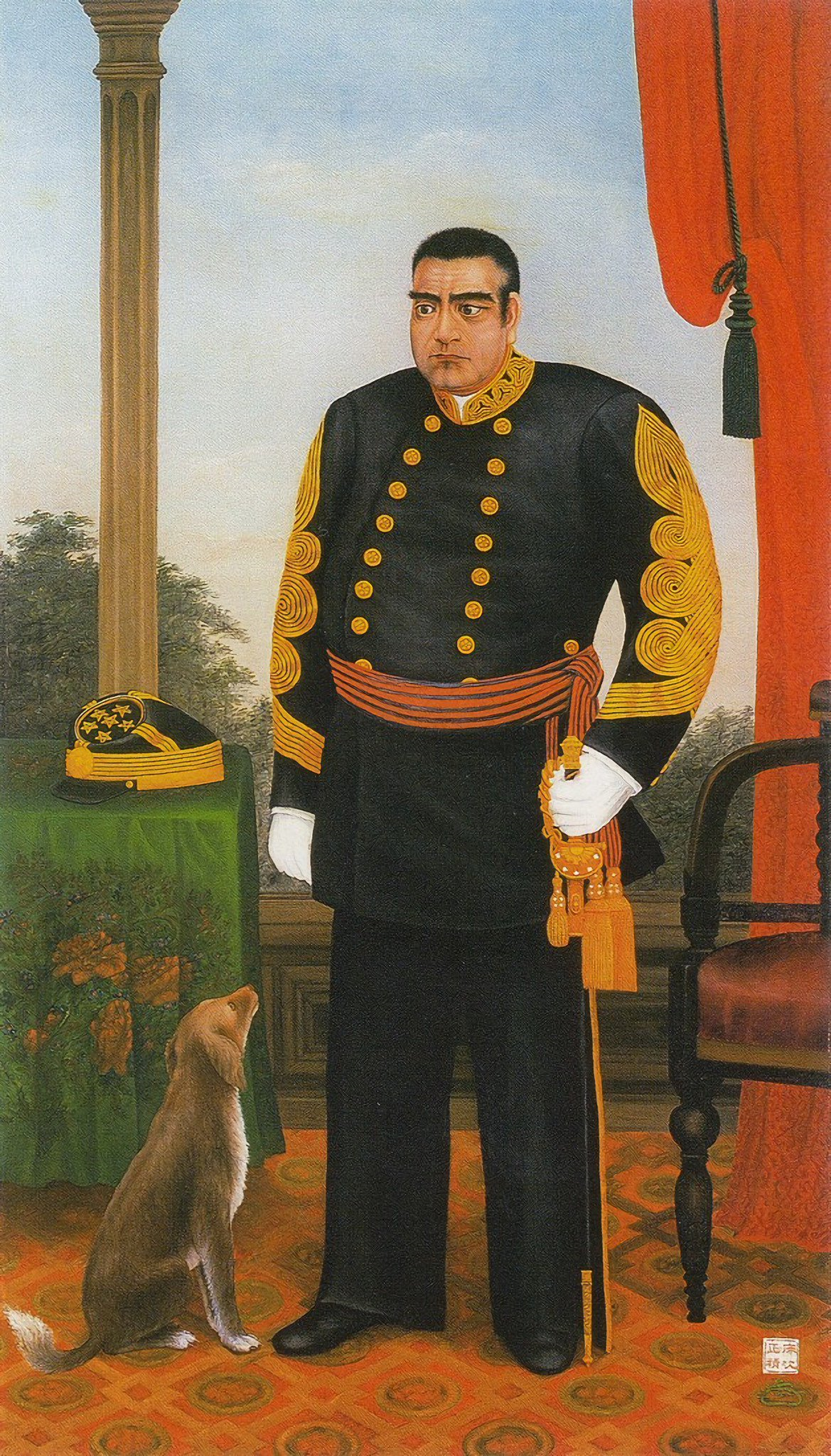
Saigō Takamori en uniforme militar.

Takamori tuvo un papel importante en el nuevo gobierno Meiji, a pesar de que otros políticos como Ōkubo Toshimichi fueron más activos e influyentes en ese período. Asumió el cargo de sangi (consejero); cooperó con la abolición del sistema han, que eliminaba los feudos y establecía las prefecturas como base administrativa del país; también fue responsable del establecimiento de un ejército reclutado —núcleo del futuro Ejército Imperial—, siendo uno de los primeros jefes de la recién establecida Guardia Imperial.
En 1871 debió asumir el gobierno provisional del país, mientras los políticos más influyentes del gobierno estaban recorriendo Europa y Estados Unidos, durante la Misión Iwakura (1871 – 1873).
Durante este período, estuvo en desacuerdo con la modernización de Japón, imitando el estilo de gobierno de los países occidentales y estuvo en desacuerdo con la apertura comercial a Occidente. Se opuso a la construcción de una red de ferrocarriles, argumentando que se podía usar el dinero en el fortalecimiento de las fuerzas militares.

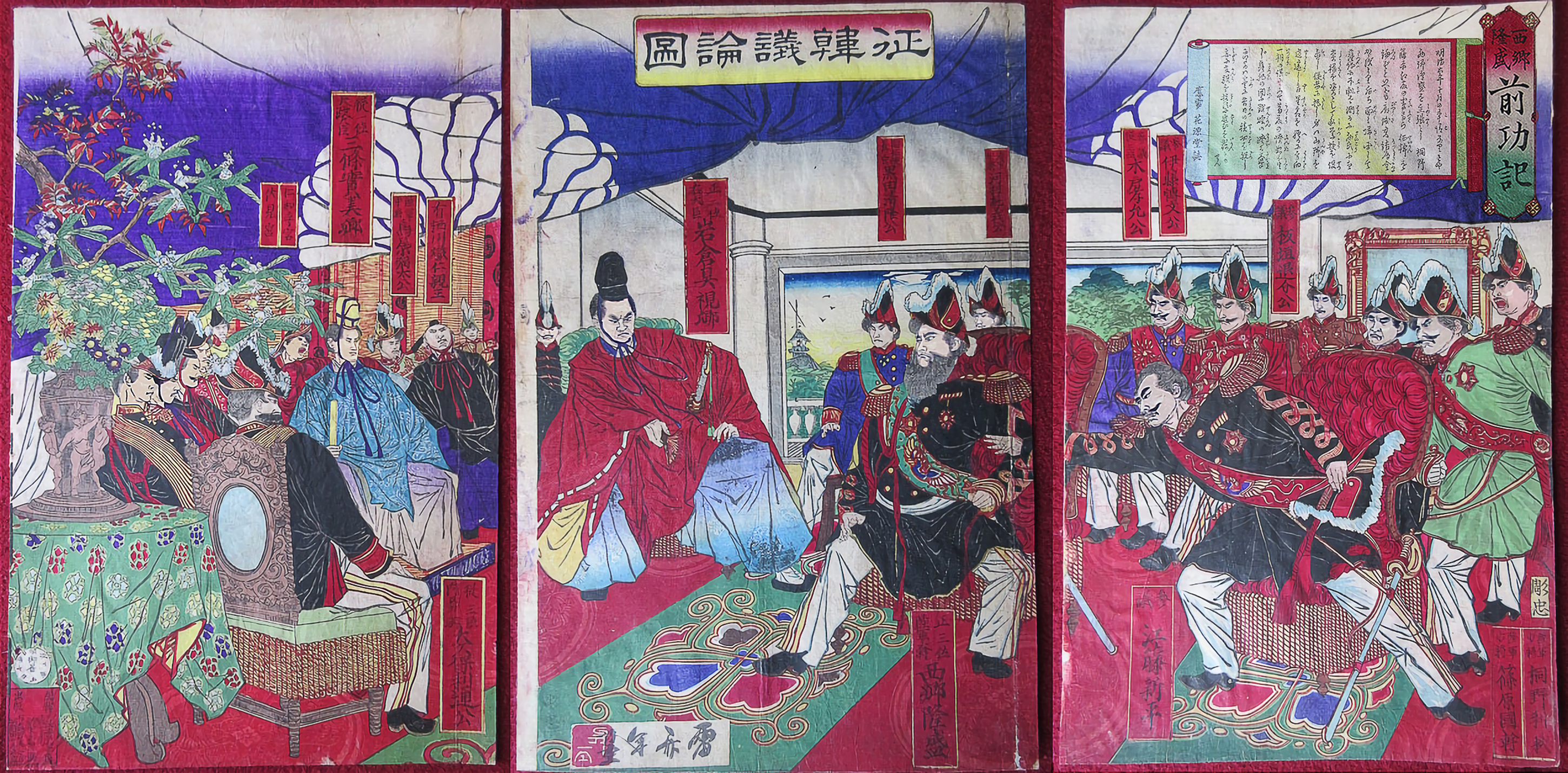
El debate Seikanron. Saigō Takamori está sentado en el centro. Pintura de 1877.

También fue partidario de declarar la guerra a Corea con el fin de anexar ese país antes que los países occidentales, en el debate Seikanron de 1873; teniendo como razón que Corea se negaba a reconocer la legitimidad del Emperador Meiji como jefe de Estado del Imperio de Japón y habían expulsado de manera grosera a unos enviados japoneses que tenían como objetivo establecer relaciones diplomáticas y comerciales entre Corea y Japón.
Takamori estuvo dispuesto a ir a Corea y provocar intencionalmente un casus belli, de manera tal que los coreanos no tuvieran más opción que asesinarlo. No obstante, cuando los miembros del gobierno regresaron de la Misión Iwakura en 1873, se opusieron férreamente a la idea, en parte por falta de presupuesto y en otra porque se encontraban en una posición muy desventajosa con los países occidentales, hecho que se corroboró en el viaje. Dada la negativa, Takamori se sintió frustrado, renunció al gobierno en señal de protesta y decidió regresar a Kagoshima.

## Rebelión de Satsuma

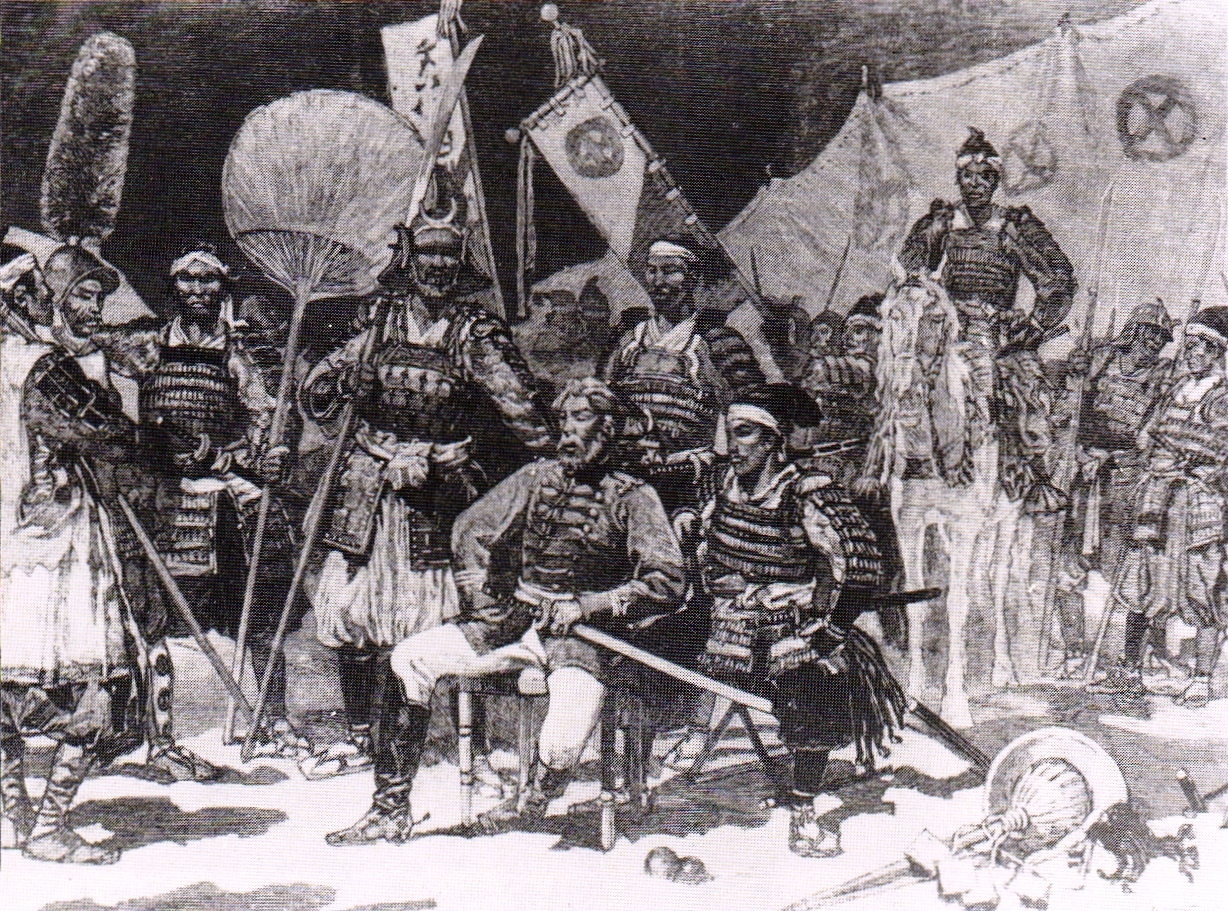
Saigō Takamori (sentado en uniforme occidental), rodeado por sus oficiales, en atuendo samurái. Artículo noticioso en Le Monde Illustré, 1877.

Tras su renuncia al gobierno, decidió levantar una pequeña academia militar privada en Kagoshima, que tendría como alumnos a varios samuráis que habían abandonado al gobierno tras la renuncia de Takamori. Estos samuráis comenzaron a dominar el gobierno de Kagoshima y, temiendo una rebelión, el gobierno Meiji decidió enviar barcos de guerra a Kagoshima, con el fin de eliminar las armas en la región. Adicionalmente, en 1877, se eliminaron las remuneraciones en arroz a los samuráis, y provocó un conflicto abierto entre el gobierno y los samuráis. Takamori, quien inicialmente no deseaba que el conflicto empeorara, debió finalmente aceptar el liderazgo de los rebeldes contra el gobierno central, conocido como la Rebelión Satsuma.
La rebelión fue sofocada a los pocos meses por el Ejército Imperial Japonés, que era una fuerza combinada de 300 000 samuráis leales al gobierno y soldados reclutados bajo el comando de Kawamura Sumiyoshi. Las tropas imperiales estaban modernizadas, usando morteros y globos de observación. En cambio, las fuerzas de Satsuma rondaban inicialmente los 40 000 hombres, quedando reducido solo a 400 al final de la guerra en la batalla de Shiroyama. A pesar de que las fuerzas de Satsuma pretendían preservar el papel de los samuráis, usaron métodos militares occidentales, armas de fuego y cañones; inclusive en las descripciones de Saigō Takamori se le veía vestido con uniforme militar occidental. Al final de la rebelión, cuando se agotaron las municiones y las armas modernas, debieron atacar con espadas, arcos y flechas.

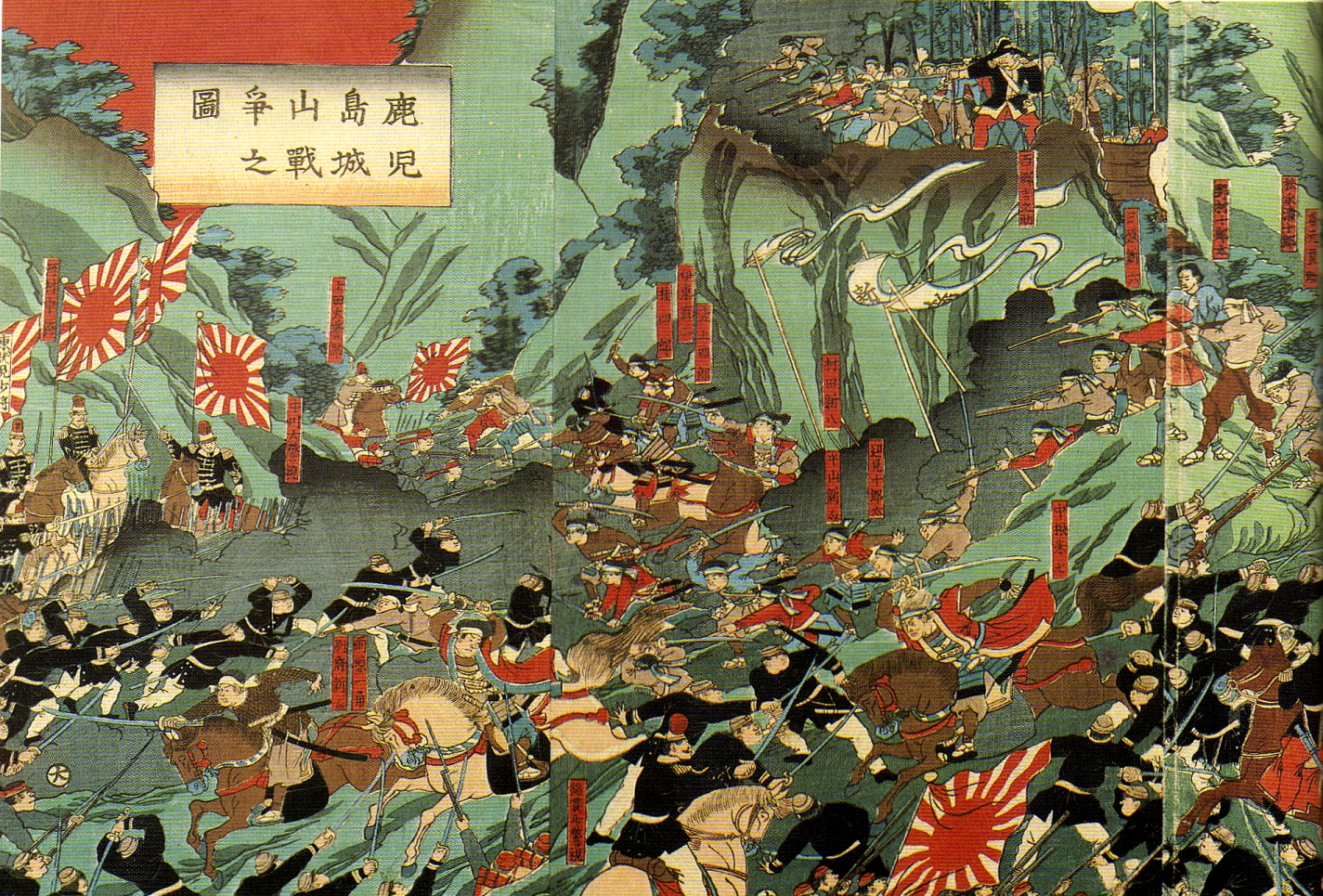
Saigō Takamori (arriba a la derecha) dirige sus tropas en la batalla de Shiroyama.

En la batalla de Shiroyama, Takamori quedó gravemente herido, y al no querer ser capturado o muerto por el enemigo, pidió a un compañero que lo decapitara, para preservar su honor como samurái. Otra leyenda sugiere que Saigō se habría quitado la vida mediante el seppuku, una forma tradicional de suicidio; pero la autopsia y los documentos históricos de la época niegan este hecho. La muerte de Takamori derivó en el fin de la rebelión y la supresión definitiva de la clase samurái en Japón, que había dominado el país desde el siglo XII.
También existieron leyendas que negaban la muerte de Saigō Takamori; los japoneses creían que se había escapado a la India, a China o a Rusia y que volvería para vengarse del gobierno.

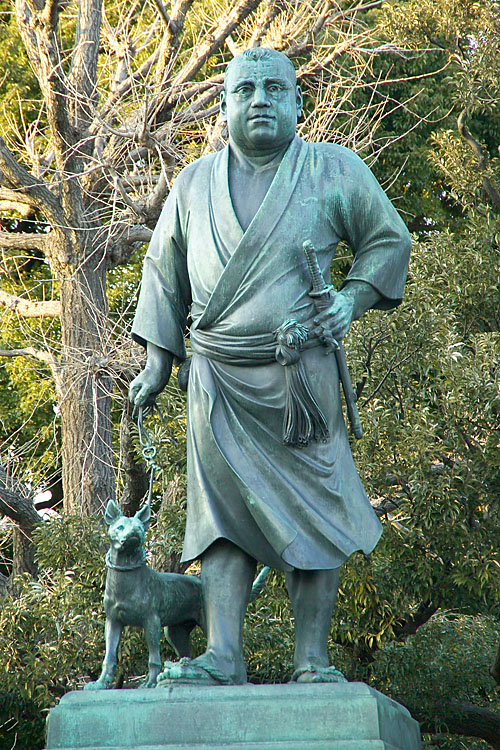
Estatua de Saigō Takamori en el Parque de Ueno, Tokio.

En reconocimiento por su labor como samurái y su ayuda con el pueblo japonés, el gobierno Meiji lo perdonó de manera póstuma el 22 de febrero de 1889. En 1898, el gobierno erigió una estatua de bronce en el parque Ueno, en Tokio; en ese monumento está vestido de forma tradicional, paseando a su perro. También se le erigió otra estatua, vestido con uniforme militar, en el Parque Chūō de Kagoshima.

## Legado cultural

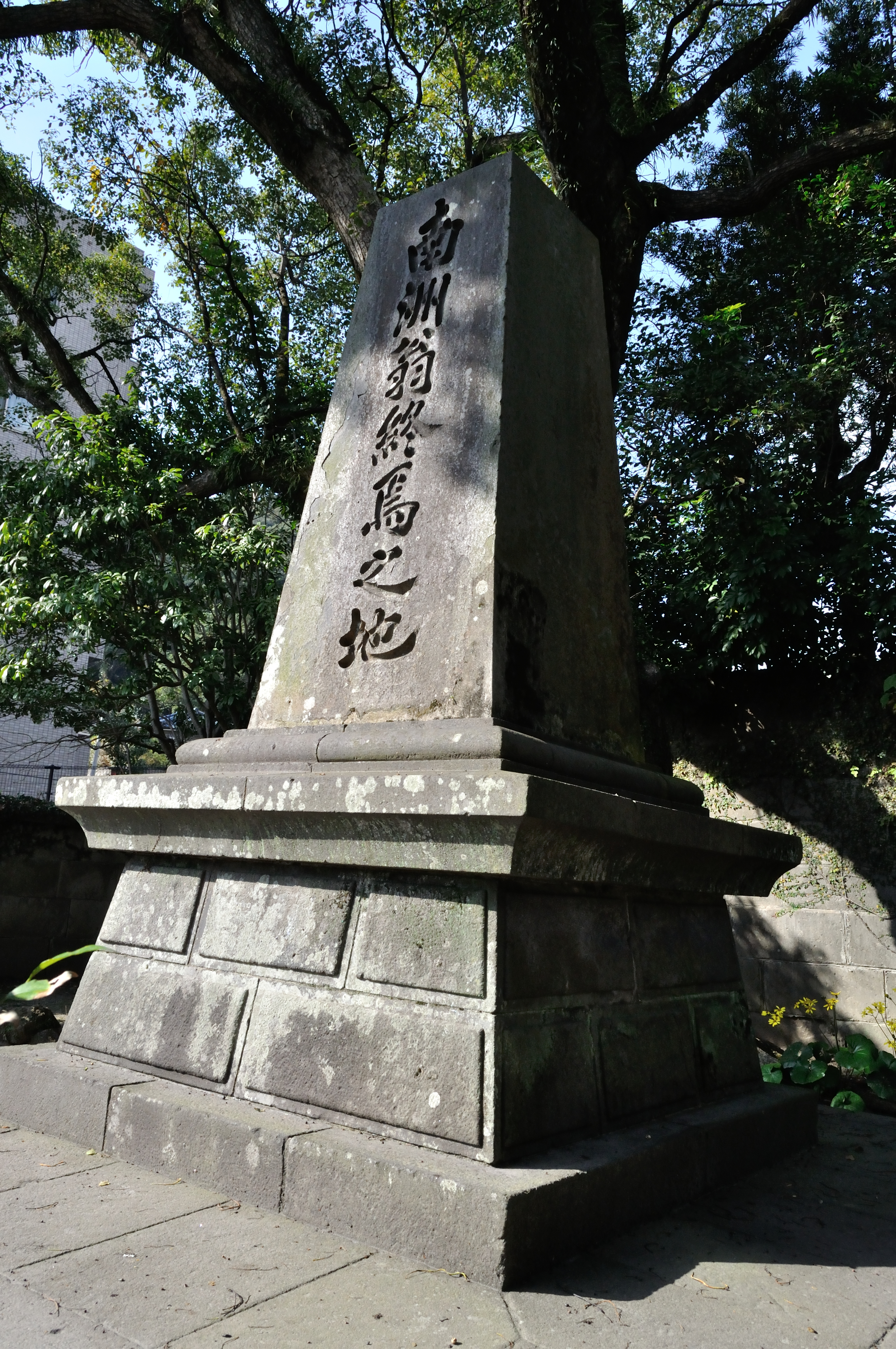
Monumento funerario a Saigō Takamori

La historia de Saigō Takamori ha sido relatada en diversas obras literarias contemporáneas japonesas. Internacionalmente, su acción final en la Rebelión Satsuma fue usada en la película de 2003 El último samurái; Ken Watanabe actuó en el rol de Takamori, aunque en dicha película fue nombrado como «Katsumoto».
Es también referenciado en la película argentina Samurai del 2012. En ella, el legendario Saigo Takamori huiría a refugiarse a la remota pampa argentina, tal vez con la secreta intención de preparar una contraofensiva restauradora.
Una de las canciones que el grupo sueco de power metal Sabaton publicó en su disco The Last Stand, y que lleva por título «Shiroyama», narra los sucesos marcados en dicha batalla liderada por Saigō Takamori.